# Calocline chusqueae
Calocline chusqueae är en svampart som beskrevs av Syd. 1939. Calocline chusqueae ingår i släktet Calocline, divisionen sporsäcksvampar och riket svampar.   Inga underarter finns listade i Catalogue of Life.